# Гебель, Франц Ксавер
Франц Ксавер Гебель (нем. Franz Xaver Gebel; 1787—1843) — немецкий композитор, дирижёр и музыкальный педагог.

## Биография
Франц Ксавер Гебель родился в 1787 году в Фюрстенау (ныне — Милин, Польша), близ Бреславля. Первоначальное музыкальное образование и уроки игры на фортепиано получил под руководством своего отца, а теорию музыки прошёл у аббата Георга Йозефа Фоглера и Иоганна Георга Альбрехтсбергер (1806 год).
В 1810 году Гебель был приглашён капельмейстером театра «Leopoldstädter» в Вене, в 1813 году — городского театра в Будапеште, а через несколько лет — во Львов.
В 1817 году Франц Ксавер Гебель переселился в Москву (Российская империя), где приобрёл известность в качестве пианиста и устроителя концертов камерной музыки. Также Гебель пользовался спросом как музыкальный музыкального педагог; среди его знаменитых учеников был, в частности, Александр Иванович Виллуан.
Ф. К. Гебель автор четырёх симфоний, нескольких опер и увертюр, ораторий на слова Огарева, квартетов и квинтетов и т. д. Большая часть его произведений осталась в рукописи; изданы семь квинтетов и квартет ор. 20— 28 у Юргенсона в Москве; за границей изданы его увертюра, 2 инструментальных сюиты, виолончельная соната, квартет D-dur, пьесы для фортепиано и гитары, песни и др.
Русский композитор Михаил Иванович Глинка в своих письмах вспоминает о своем близком знакомстве с Гебелем в Москве.
Франц Ксавер Гебель умер 3 мая (21 апреля) 1843 года в городе Москве.